# Абдуллаєв Азіз Рефатович
Азі́з Рефа́тович Абдулла́єв (* 20 липня 1953 року, місто Джиззак, Узбекистан) — кримськотатарський політик. Перший заступник голови Ради міністрів Автономної Республіки Крим, міністр регіонального розвитку та житлово-комунального господарства АР Крим. Заслужений працівник промисловості Автономної Республіки Крим (2004).

## Біографічні відомості
1980 року закінчив Ташкентський автодорожний інститут, здобув фах інженера шляхів сполучення.
У 1996–2002 роках працював заступником голови Фонду державного майна, у 2002–2005 роках — першим заступником міністра промисловості, транспорту та зв'язку Автономної Республіки Крим.

## Нагороди та премії
- Орден «За заслуги» III ст. (30 листопада 2013) — за значний особистий внесок у соціально-економічний, науково-технічний, культурно-освітній розвиток Української держави, вагомі трудові досягнення, багаторічну сумлінну працю[1]
- 8 березня 2005 року — Національна премія України імені Тараса Шевченка (разом із ще чотирма митцями) — за скульптурний комплекс «Відродження» у Сімферополі (як автору оформлення комплексу).